# ست الحسن (فلم)
ست الحسن هو فيلم مصري تم إنتاجه عام 1950 وهو أول فيلم تشارك النجمة هدى سلطان وفيه أيضًا تغير اسمها إلى الاسم الفني (هدى سلطان) للمرة الأولى .
كما أن هذا الفيلم قد صوّر بالألوان الطبيعية «روكولور» إلا أن النسخة التي عرضت في التلفزيون بالأبيض والأسود، لعل السبب هو فقدان النيجاتيف أو البوسيتف الأصلي للفيلم .

## قصة الفيلم
ولاية الخردل التي يحكمها والي شرير، والشمردل التي يحكمها والي طيب بينهما الكثير من الحروب، فيقترح أحد حلاقي الشمردل أن تتم مصاهرة بين الولايتين لتلافى الحروب، يقع الأختيار علي الأمير حسام ليتزوج ست الحسن ابنة والي الخردل، أثناء رحلة الأمير إلي الولاية الأخري للزواج من ست الحسن يهرب من القافلة، وفي نفس الوقت تهرب ست الحسن من قافلتها، ينقذ حسام فتاتين من عصابة اختطفتهما دون أن يعلم أن إحداهما هي ست الحسن ليبدا الحب بينهما، وفي النهاية تنكشف الحقيقة وتتزوج ست الحسن من الأمير حسام.

## بطولة
- ليلى فوزي
- كمال الشناوي
- سامية جمال
- إسماعيل ياسين
- فريد شوقي
- عزيز عثمان
- هدى سلطان
- صلاح نظمي
- عزيزة حلمي
- إلياس مؤدب
- عايدة كامل
- فؤاد شفيق
- عز الدين حنفي
- نصر الدين مصطفى

## فريق العمل[3]
- قصة وحوار: أبو السعود الإبياري
- سيناريو وإخراج: نيازي مصطفي
- إنتاج وتوزيع: نحاس فيلم
- مخرج مساعد: محمد جلال، أبو السعود محمد
- كلمات الأغاني: مأمون الشناوي، أبو السعود الإبياري
- ألحان الأغاني: فريد غصن، رياض السنباطي، علي فراج